# Binhu
Binhu är ett stadsdistrikt i Wuxi i Jiangsu-provinsen i östra Kina.